# ジャワ海

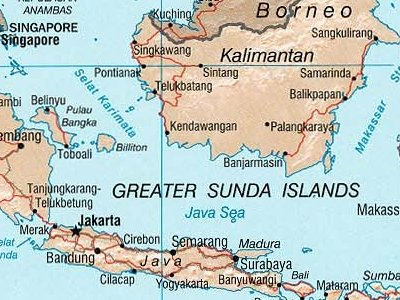
ジャワ海の位置

ジャワ海（ジャワかい、英語: Java Sea）は、インドネシア・スマトラ南東部、ジャワ島、小スンダ列島西部、ボルネオ南部（カリマンタン）等に囲まれる東西に細長い海。深度は一般的に浅く、大部分は50m以下。カリマタ海峡を経て南シナ海と、スンダ海峡を経てインド洋と通じており、東はフロレス海に繋がる。
最終氷期には海面低下により、ジャワ海はかつてはボルネオ・スマトラ・ジャワの三大島を連続する陸地を形成し、一大盆地を成していた。
太平洋戦争中、1942年には、スラバヤ沖海戦やバタビア沖海戦が行われている。